# Герб лена Вестерноррланд
Герб лена Вестерноррланд (швед. Västernorrlands läns vapen) — герб современного административно-территориального образования лена Вестерноррланд, Швеция.

## История
Герб лена утверждён в 1941 году.

## Описание (блазон)
Щит рассечённый, в первом лазоревом поле три серебряных лосося с червлёными плавниками и хвостами, друг над другом, средний повернут влево, два других — вправо; второе поле пересечено волнисто 4 раза в лазоревое, серебряное, червлёное, серебряное и лазоревое поля.

## Содержание
В гербе лена Вестерноррланд объединены символы исторических провинций (ландскапов) Онгерманланд и Медельпад.
Герб лена может использоваться органами власти увенчанный королевской короной.

Герб Онгерманланда
Герб Медельпада
Герб лена с королевской короной